# 賈運兵
賈運兵（1981年6月24日—），中國男子柔道運動員，出生地為湖南，代表廣東。

## 生涯
賈運兵於1994年始在臨澧縣體育學校參與柔道運動的訓練，教練為蘇文斌。兩年後，他入選廣東隊，陳才亮為他的教練。1998年，他晉身至國家隊，教練分別為石明和劉俊林。
1999年，賈運兵先後成為全國錦標賽與全國冠軍賽的男子60公斤級小項的冠軍得主。翌年，他蟬聯該兩項賽事的第一。2001年，他第三度在全國錦標賽中封皇。隨後的一年，又再成為全國錦標賽與全國冠軍賽的冠軍。
2003年，賈運兵在雲南紅河州舉行的全國冠軍賽中再度勝出。次年，他衛冕冠軍賽的錦標。2006年，他再於全國冠軍賽中奪得冠軍，同年年底的多哈亞運，他在柔道項目的男子60公斤級小項的銅牌賽中被哈薩克對手，未有獎牌進帳。
2007年4月在海口進行的全國錦標賽中，賈運兵於男子60公印級小項中最終取得一面銅牌。